# Luc Malette
Pour les articles homonymes, voir Malette.
Luc Malette est un acteur canadien-français qui incarne Max Galarneau dans le premier téléroman franco-ontarien FranCœur pendant quatre saisons.

## Biographie
Luc Malette a obtenu son baccalauréat en jeu à L'UQAM. Suivront de multiples petits rôles, tant au cinéma qu'à la télévision. Il jouera également dans des publicités pour les restaurants St-Hubert.
Cofondateur du groupe musical westerno-humoristique Les frères Sénéchal, il y interprète le personnage, pétard mais dyslexique, de Luk's Sénéchal.

## Filmographie

### Cinéma
- 2005 : Horloge biologique de Ricardo Trogi - Père de famille chez le concessionnaire
- 2010 : 10 ½ de Daniel Grou - Un ami de Luc et de Sonia

### Télévision
- 2003 : FranCœur de Derek Diorio :  Max Galarneau
- 2006 : Les Bougon, c'est aussi ça la vie! - épisode : Le bruit des papillons (série TV) :  Délégué STUM
- 2007 : Pointe-aux-chimères
- 2007 : Les étoiles filantes

## Théâtre
- ??? : Mise au Jeu
- ??? : Livraison très spéciale